# Hunna (helgon)
Hunna, även Una, död 679, var en fransk kvinna som utförde välgörenhetsverk i Strasbourg. Bland annat åtog hon sig att tvätta åt sina fattiga grannar; hon fick därför smeknamnet "Den heliga tvätterskan". Hunna vördas som helgon inom Romersk-katolska kyrkan, med minnesdag den 15 april.